# Sa'd al-Dawla
Sa'd al-Dawla Abu 'l-Ma'ali Sharif, más conocido por su laqab (título honorario) Sa'd al-Dawla (en árabe: سعد الدولة‎), fue el segundo señor hamdánida del emirato de Alepo, que por entonces se extendía por todo el norte del Levante. Era hijo del fundador del emirato, Sayf al-Dawla, y heredó el trono joven, durante una ofensiva bizantina que en dos años permitió al imperio vecino adueñarse de las tierras occidentales del emirato y sometió el resto a vasallaje. La multitud de rebeliones y deserciones a las que tuvo que hacer frente le impidieron apoderarse de la capital del emirato hasta el 977, que hasta entonces dominó el ministro principal de su padre, Qarquya. Con la estrecha colaboración de los buyíes, logró restablecer su autoridad en parte de la Yazira, pero pronto el gobernador de la región, Bakjur, se alzó contra él con el apoyo de los fatimíes de Egipto. Para sostenerse en el poder, comenzó a depender cada vez más de la ayuda bizantina, si bien mudó continuamente sus alianzas entre buyíes, fatimíes y bizantinos.

## Juventud

Árbol genealógico de la dinastía hamdanida.

Sa'd al-Dawla era hijo de Sayf al-Dawla, el primer emir de Alepo, y de Sajinah, hermana del primo de este y poeta cortesano, Abu Firas. Cuando falleció su padre en febrero del 967, tenía quince años y residía en la capital del territorio de Yazira perteneciente al emirato, Mayyafariqin. Su entronización no suscitó oposición, pero tuvo lugar en un momento de grave crisis del emirato: por entonces el emperador bizantino Nicéforo II acababa de conquistar Cilicia y corría las provincias occidentales y septentrionales del país, y durante los últimos años de la vida de su padre una serie de rebeliones de sus más estrechos colaboradores había debilitado notablemente el emirato.
Sa'd al-Dawla llegó en junio-julio del 967 a Alepo, cuyo gobierno había estado en manos del ministro principal y hayib de su padre, Qarquya, durante años. Al poco estalló una revuelta acaudillada por su tío Abu Firas, a la sazón gobernador de Homs, que duró hasta la muerte de este en batalla, acaecida en abril del 968. Al mismo tiempo, Alepo estaba amenazada por los bizantinos y Sa'd al-Dawla, aconsejado por Qarquya, la abandonó. Los bizantinos finalmente no atacaron la ciudad y Qarquya y sus ghilman (militares esclavos) aprovecharon la ausencia del emir para adueñarse de ella. En consecuencia, Sa'd al-Dawla, acompañado únicamente por trescientos fieles, tuvo que vagar de una ciudad a otra del que se suponía que era su emirato, sin tener certeza de cómo sería recibido en ellas; en Saruj, Manbij y Harrán se le negó la entrada y en Mayyafariqin fue su propia madre la que le negó asilo. Por fin halló amparo en Homs. Mientras, muchos de los antiguos partidarios de su padre lo abandonaron y se pasaron a las filas de su primo Abu Taghlib, emir de Mosul, que aprovechó el momento para extender sus dominios. Inmediatamente después del fallecimiento de Sayf al-Dawla ya se había apoderado de Raqqa, y para el 971 se había adueñado de las provincias de Diyarbakır y Diyar Mudar. Sa'd al-Dawla, que no pudo impedirlo, aceptó tácitamente estas pérdidas territoriales y la autoridad de su primo.
En el año 969, los bizantinos alcanzaron el límite de su expansión en Siria. En octubre los generales Miguel Bourtzes y Pedro conquistaron Antioquía y se apoderaron de la zona costera. A continuación, marcharon contra Alepo y obligaron a Qarquya a firmar un tratado (en diciembre del 969 o enero del 970) que hacía de la ciudad un protectorado bizantino sometido a tributo, al tiempo que reconocía a Qarquya como emir y a su lugarteniente Bakjur como su sucesor. Al mismo tiempo, en Egipto los fatimíes vencieron a los ijshídidas y se apoderaron del territorio; seguidamente, avanzaron hacia el sur del Levante. La rivalidad de estas dos potencias, el Imperio bizantino y el Califato fatimí, marcó la historia del Levante y en particular de Alepo durante los cincuenta años siguientes.

## Recuperación de Alepo y conflictos con Bakjur los fatimíes y los bizantinos
Hasta el 977, Sa'd al-Dawla no recuperó la capital del emirato; por entonces la poseía Bakjur, que en el 975 había derrocado y encarcelado a Qarquya. Con el concurso de algunos de los ghilman de su padre y, en especial, de la poderosa tribu de los Banu Kilab, que vivía cerca de la ciudad, Sa'd al-Dawla pudo sitiarla y finalmente tomarla. Qarquya fue liberado y recuperó sus funciones de ministro, que desempeñó hasta su muerte, acaecida algunos años después; a Bakjur se le entregó el gobierno de Homs. En el 979, el emir se aprovechó del conflicto entre Abu Taghlib y los buyíes de Irak para recobrar algunas de las tierras que habían pertenecido a su padre en la Yazira: tras aceptar la autoridad de los buyíes, recibió el gobierno de Diyar Mudar, menos Raqqa y Rahba. Recibió también del califa abasí —mero títere de los buyíes— el título honorífico (laqab) por el que se le conoce habitualmente.
Mientras, desde Homs, Bakjur había entablado conversaciones con los fatimíes, que pretendían utilizarlo para sojuzgar Alepo y completar así la conquista del Levante. Sa'd al-Dawla también se debatía entre los bizantinos y los fatimíes: deseaba sacudirse la autoridad bizantina y estaba dispuesto para ello a aceptar la del califa fatimí, pero no deseaba que su emirato se transformase en una simple provincia del califato vecino, como lo era el Levante meridional. Su primer intento de abrogar el protectorado bizantino, que tuvo lugar en el 981, fracasó por falta de apoyos; el ejército bizantino se presentó ante la ciudad y exigió el sometimiento del emir. Tras este fracaso los fatimíes animaron a Bakjur a que entrase en acción; en septiembre del 983, este acometió Alepo con ayuda de un contingente fatimí. Sa'd al-Dawla tuvo que pedir socorro al emperador bizantino Basilio II, que envió un ejército al mando de Bardas Focas para desbaratar el cerco. Seguidamente, los bizantinos saquearon Homs en octubre. La ciudad fue devuelta a los hamdánidas y Bakjur huyó al territorio fatimí y obtuvo el gobierno de Damasco. Pese a haber sido rescatado por los bizantinos, las relaciones entre estos y el emir eran tan tensas que tras el aplastamiento de la rebelión de Bakjur hubo escaramuzas entre las tropas teóricamente aliadas y el señor de Alepo tuvo que doblar su tributo anual de veinte mil dinares para calmar la situación.
En el 985-986, se desató la crisis entre bizantinos y hamdánidas, con motivo de la conquista fatimí de la fortaleza imperial de Balanyas. Tras la derrota bizantina, Sa'd al-Dawla se negó a seguir pagando tributo al imperio; como consecuencia, las tropas de Bardas Focas invadieron el emirato, saquearon Kilis y luego trataron de apoderarse de Apamea, que no lograron tomar. En represalia por la invasión, Sa'd al-Dawla envió sus huestes a saquear el famoso monasterio de Qal'at Sim'an. Al poco, en mayo del 986, la inminente paz entre fatimíes y bizantinos obligó al emir a volver a someterse a estos y a reanudar el pago de tributo al imperio. Sa'd al-Dawla colaboró con Bardas Esclero en su segunda rebelión contra el emperador Basilio II, que comenzó cuando los buyíes liberaron al general de su cautiverio en diciembre del 986; ese mismo mes, el emir de Alepo se sometió a la autoridad del califa fatimí, paso facilitado por el debilitamiento del imperio a causa de la grave guerra civil en que se sumió este hasta el 989.
En el 991, de nuevo el emirato entró en conflicto con los fatimíes, una vez más a causa de Bakjur. Este había gobernado Damasco hasta el 988; al ser destituido, pasó a Raqqa y desde allí, con algo de ayuda de los fatimíes, trató de recuperar Alepo. Sa'd al-Dawla, con tropas bizantinas acaudilladas por el dux de Antioquía, Miguel Bourtzes, lo venció y capturó en Na'ura, al este de la ciudad, en abril del 991; después lo hizo ajusticiar. Las relaciones con los fatimíes se agriaron a causa de la detención de los hijos de Bakjur y el emir se disponía a atacar el territorio del califato cuando falleció de hemiplejia en diciembre del 991.
A Sa'd al-Dawla le sucedió su hijo Abu 'l-Fada'il Sa'id al-Dawla, pero el poder real lo detentó el antiguo chambelán del difunto, Lu'lu'. Algunos de los ghilman, que rechazaban el poder de este, se pasaron a las filas fatimíes; estos emprendieron una campaña contra Alepo que dirigió el general turco Manjutakin. Tan solo la intervención del emperador Basilio II en 995 y 999 evitó la conquista fatimí del emirato. La guerra continuó hasta el 1000, año en el que se firmó una paz que aseguró la pervivencia del emirato como territorio entre las dos potencias. En el 1002, Lu'lu' asesinó a Sa'id al-Dawla y se hizo con el poder en Alepo.